# Euaontia
Euaontia is een geslacht van vlinders van de familie uilen (Noctuidae), uit de onderfamilie Acontiinae.

## Soorten
- E. clarki Barnes & McDunnough, 1916
- E. semirufa Barnes & McDunnough, 1910